# HD 34445
HD 34445 es un sistema planetario formado por la estrella extrasolar de tipo espectral G0 (también conocidas como enana amarilla) del mismo nombre y seis exoplanetas, ubicada en la constelación de Orión.

## Datos técnicos
La estrella se encuentra a una distancia aproximada de 151.66 Años Luz de la Tierra. La magnitud aparente es de 7.31 y la magnitud absoluta de 3.97.
La temperatura de la superficie es de 5836 grados Kelvin. El tamaño es 1.4 veces el Sol y su masa es 1.1 la masa de nuestro Sol.
La estrella no es visible desde la tierra a ojo desnudo. Se requieren binoculares de al menos 7x50.
En 2009 se descubrió el primer planeta del  sistema HD 34445, el HD 34445 b. En 2017 se detectaron 5 más que fueron confirmados en 2019 como reales a partir de los estudios estadísticos realizados por Georgakarakos N, y Dobbs-Dixon I.. Es un sistema bastante denso, en el que algunos de sus planetas tienen separaciones de fracciones de AU y masas mínimas. Las características del sistema multiplanetario con las diversas incertidumbres en sus masas y elementos orbitales, convierten al sistema planetario HD 34445 en un elemento de interés para su estudio con una evolución dinámica y destino abiertos.
| Nombre | Año desc. | Masa.       | Radio T    | Semieje mayor (UA) | Período orbital (días obs.) | Estado     |
| ------ | --------- | ----------- | ---------- | ------------------ | --------------------------- | ---------- |
| b      | 2009      | 199.98 MT   | 10.1759RT  | 2.0750             | 1056.70                     | Confirmado |
| c      | 2017      | 53.4136 MT  | 10.1759 RT | 0.7181             | 214.67                      | Confirmado |
| d      | 2017      | 30.8400 MT  | 2.8548 RT  | 0.4817             | 117.87                      | Confirmado |
| e      | 2017      | 16.8189 MT  | 2.4832 RT  | 0.2687             | 49.17                       | Confirmado |
| f      | 2017      | 37.8346 MT  | 2.9922 RT  | 1.5430             | 676.80                      | Confirmado |
| g      | 2017      | 120.8164 MT | 10.1759 RT | 6.3600             | 5700.00                     | Confirmado |